# 1674 w sztukach plastycznych

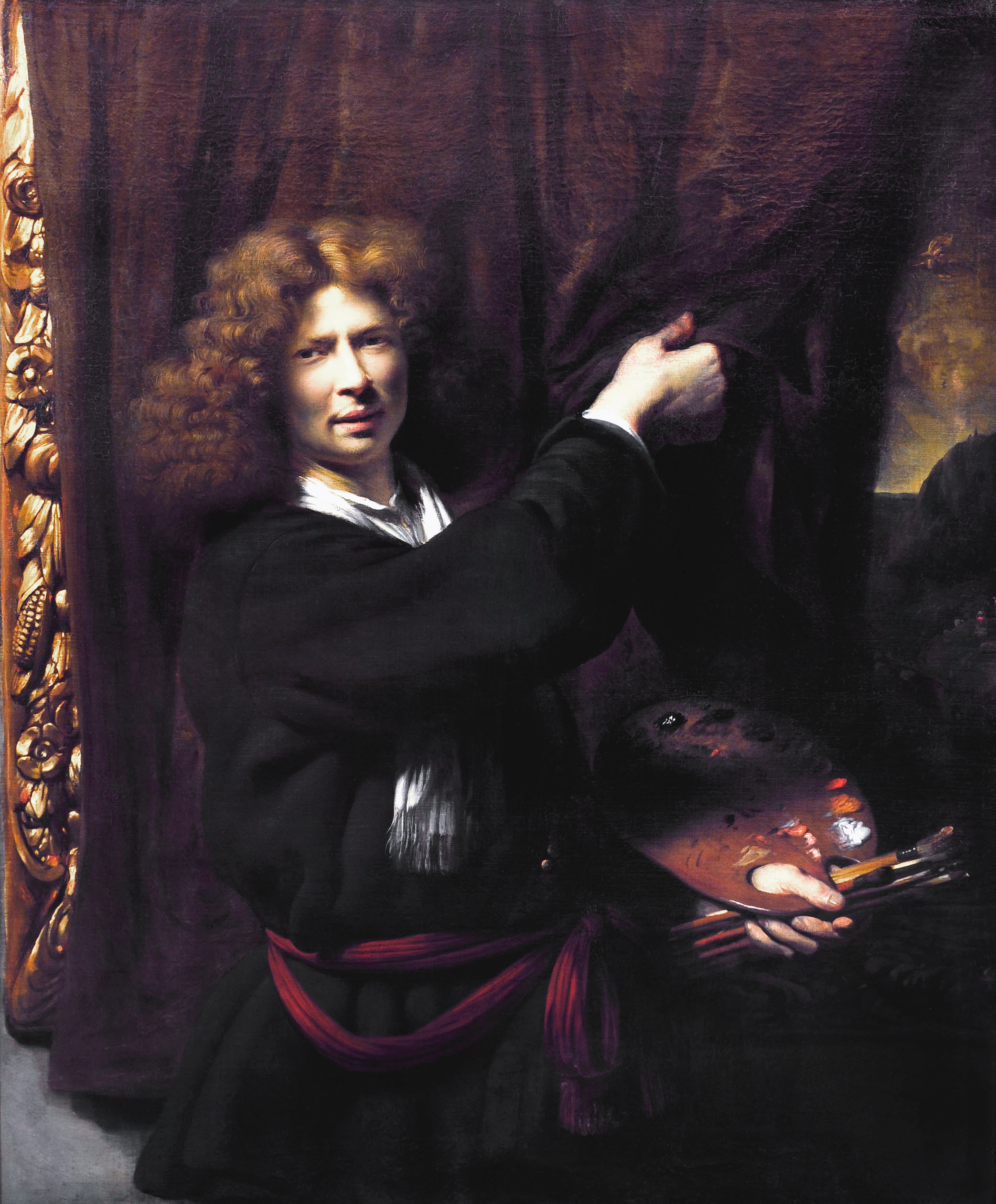
Cornelis Bisschop, Autoportert

Wydarzenia w sztukach plastycznych i wizualnych w 1674 roku.

## Urodzili się
- 28 stycznia – Jean Ranc, malarz francuski[1].
- Bernardo Canal, włoski malarz[2].

## Zmarli
- 8 stycznia – Justus van Egmont, flamandzki malarz[3].
- 21 stycznia – Cornelis Bisschop, malarz holenderski[4].
- 30 lipca Karel Škréta, czeski malarz[5].
- 12 sierpnia – Philippe de Champaigne, francuski malarz[6].
- 3 września – Pieter Boel, flamandzki malarz, rysownik i rytownik[7].
- Leonaert Bramer, holenderski malarz[8].
- Gerbrand van den Eeckhout, holenderski malarz[9].
- Tan’yū Kanō, japoński malarz[10].
- Jan Lievens, holenderski malarz[11].
- Johannes Lingelbach, holenderski malarz[12].